# Świąteczne życzenie
Świąteczne życzenie (ang. The Wish That Changed Christmas, 1991) – amerykański film animowany w reżyserii Catherine Margerin. Film na motywach powieści „The Story of Holly and Ivy” Rumera Goddena.

## Fabuła
Ivy, sierota z domu dziecka musi zostać sama na święta, gdyż nikt nie przygarnął jej do siebie. Marzy aby odnaleźć swoją babcię i dostać pod choinkę lalkę. Kierowniczka domu dziecka pani Shephard, także nie może jej wziąć do siebie dlatego, postanawia ją wysłać do ośrodka dla niemowląt w Appeltown. Dziewczynka wysiada wcześniej zatrzymując się w Millvalley z myślą, że życzenie spełni się właśnie w tym miejscu.

## Obsada
- Jonathan Winters – Sowa
- Paul Winfield – pan Smith
- Brittany Thornton – Ivy
- Lea Floden – Holly
- Marc Robinson – Peter
- Tress MacNeille – pani Ednna Jones
- William Boyett – Oficer Alert Jones
- Beverly Garland – pani Shepherd
- C. Lindsay Workman – pan Blossom
- Susan Blu
- Robbie Rist

## Wersja polska
Opracowanie wersji polskiej: na zlecenie MiniMini+ – Start International Polska

Reżyseria: Paweł Galia

Dialogi polskie: Piotr Radziwiłowicz

Dźwięk i montaż: Jerzy Wierciński

Kierownik produkcji: Anna Kuszewska

Udział wzięli:
- Justyna Bojczuk – Ivy
- Jerzy Molga – pan Blossom
- Grzegorz Pawlak – pan Smith
- Jolanta Zykun – Ednna
- Paweł Szczesny – Albert
- Martyna Sommer – Holly
- Adam Pluciński – 
  - Peter,
  - Żołnierzyk
- Włodzimierz Bednarski – Sowa
- Agnieszka Kunikowska – pani z balonikami